# Marek Epstein
Marek Epstein (* 30. září 1975 Praha) je český scenárista, spisovatel, dramaturg, příležitostný herec a režisér.

## Životopis
Po dědovi je židovského původu. V roce 2003 vystudoval scenáristiku a dramaturgii na FAMU v Praze. V současnosti přednáší na Filmové akademii Miroslava Ondříčka v Písku.
Závodně běhal sprinty za SK Slavia Praha.
Napsal mnoho scénářů k televizním i klasickým filmům. V letech 2003 a 2004 získal hlavní cenu Sazky v rámci Českého lva za nerealizované scénáře (Amen Sam – ROMing), Rebarbora – Ryna. Dvakrát také zvítězil v obdobné soutěži Hartley-Merrill Prize.
V roce 2007 debutoval jako spisovatel s novelou Ohybač křížů. Na ni navázal povídkovým souborem Ocucanej konec (2014).
Příležitostně hrál vedlejší role v seriálech Hospoda a Poste restante a ve filmu Výheň. Režíroval filmy Chodec (2001) a Neděle (2003).

## Dílo

### Scenáristická tvorba
- 2001 – Radhošť
- 2001 – Chodec
- 2002 – Iguo-Igua
- 2002 – Kráska a Netvor
- 2002 – Bůh ví
- 2002 – Trosečníci (TV)
- 2003 – Green Oaks
- 2003 – Neděle
- 2004 – Redakce
- 2005 – Ryna
- 2007 – ROMing
- 2007 – Václav
- 2008 – Brainstorm (TV)
- 2009 - Šejdrem (TV)
- 2011 – Signál
- 2012 - Vrásky z lásky
- 2012 – Ve stínu
- 2012 - Šťastný smolař (pohádka)
- 2014 – Clona (televizní seriál)
- 2014 – Osmy (TV film)
- 2015 – Svatojánský věneček (TV film)
- 2016 - Anděl Páně 2
- 2018 – Důvěrný nepřítel
- 2019 – Klec
- 2019 – Šarlatán

### Divadelní hry
- Komoda (knižně 2010)
- Mléčné sklo (premiéra 4. 2. 2022 ve Vršovickém divadle MANA)

### Rozhlasové hry
- Pescho, 2013